# Kasteel van Obsinnich

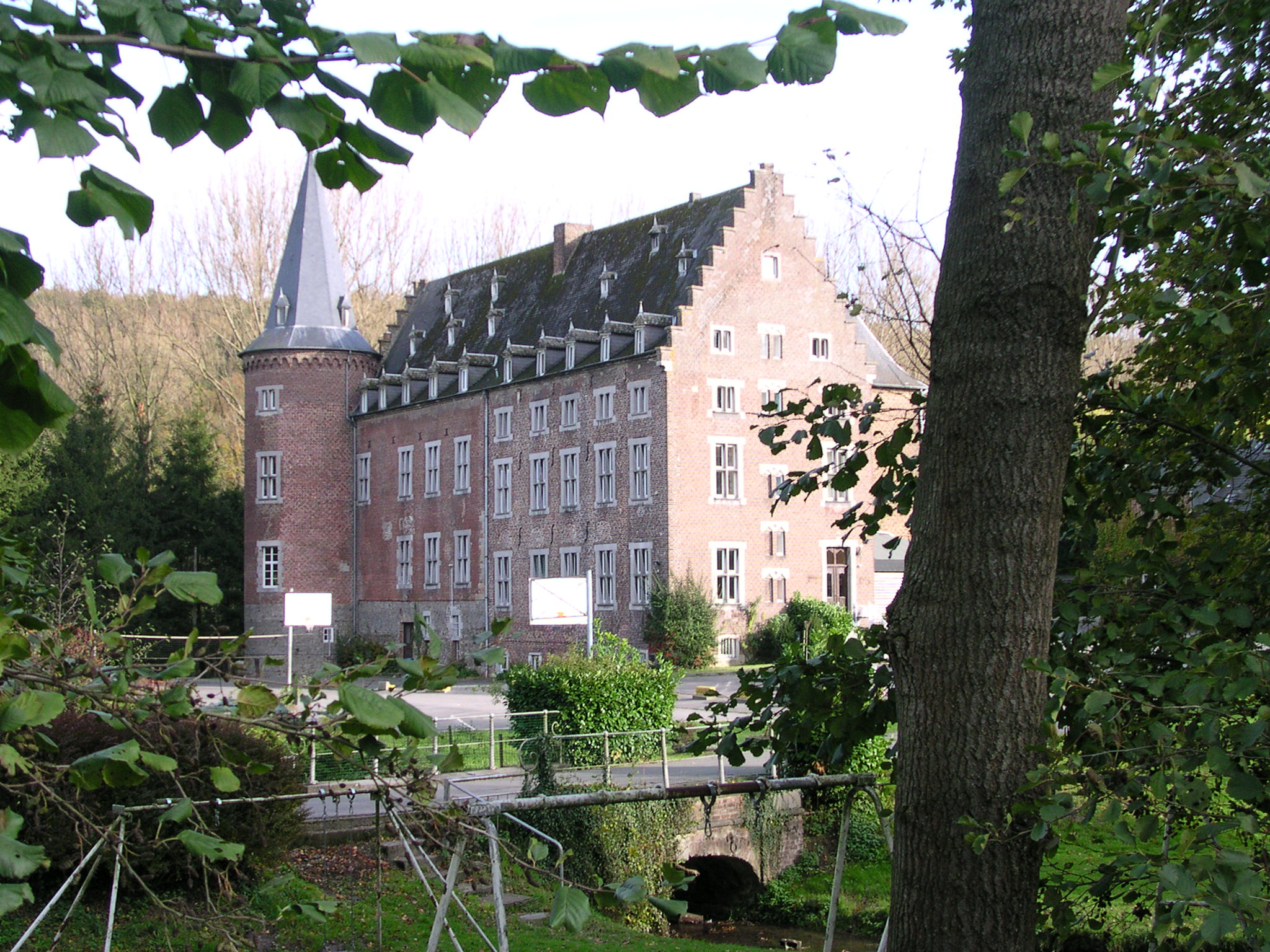
Kasteel van Obsinnich

Het Kasteel van Obsinnich is een kasteel gelegen bij het Belgisch dorp Remersdaal, in het uiterste zuidoosten van de Limburgse Voerstreek. Obsinnich (oorspronkelijk in het Nederlands gespeld als Opsinnich) is een locatie van Remersdaal, die zelf naar het kasteel is vernoemd.

## Naam

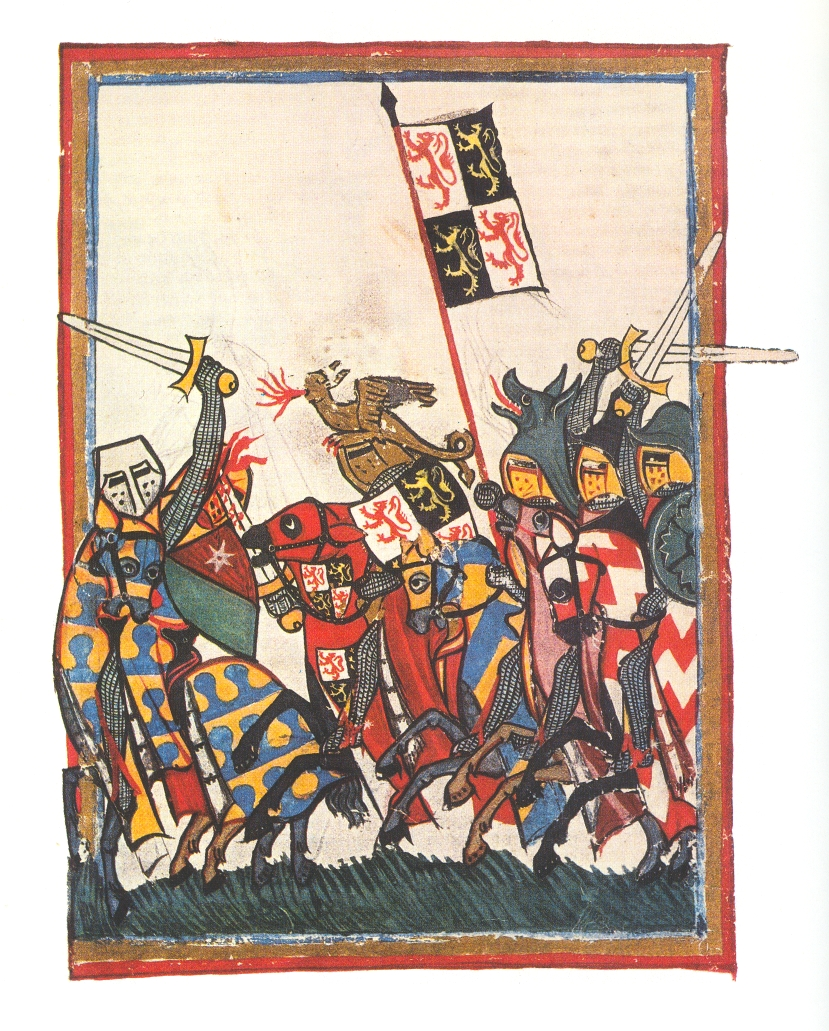
De Codex Manesse (f°18d) toont de Banier van Hertog Jan van Brabant in de Slag bij Woeringen met, vooruitlopend op de afloop, de reeds verenigde Limburgse en Brabantse Leeuwen

De naam Opsinnich betekent dat deze plaats hoger dan, althans meer stroomopwaarts van, het gehucht Sinnich ligt. Sinnich is een naam met het suffix -ich (van -iacum), die waarschijnlijk al in de Gallo-Romeinse tijd bestond, maar de afleiding is dan verder niet zeker. Zij zou kunnen teruggaan op een vorm als bijvoorbeeld Seniacum, maar er zijn ook andere mogelijkheden.
 Opsinnich is de herkomst van de riddergeslachten Rhoe van Opsinnich en Van Eynatten van Opsinnich, die al vanaf de dertiende, respectievelijk vijftiende eeuw het kasteel of de voorloper ervan bewoonden. De locatie gaat terug op een middeleeuwse heerlijkheid, een allodium (dat wil zeggen vrij-eigen goed), voortkomend uit het versterkt huis dat bewoond werd door een lid van de familieclan der Scavedries, die de naam (die) Rode van Sinnich droeg. We weten van hem dat hij als ridder deelnam aan de Slag bij Woeringen (1288).

## Ligging
Iets meer stroomopwaarts dan de nabije locatie Sinnich en gelegen aan de rivier de Gulp, staat het later gebouwde kasteel van Opsinnich. Het ligt aan de voet van een heuvelplateau, het Plateau van Crapoel, met uitgestrekte beboste hellingen, het Bos van Opsinnich, onderdeel van het Beusdalbos. Landschappelijk bezien hoort Opsinnich bij het Land van Herve.

## Kasteel
Het kasteel van Opsinnich is te kenmerken als van klassieke eenvoud, zonder enige overdaad, geheel anders dan bijvoorbeeld het net buiten de Voerstreek, op het grondgebied van Sippenaken gelegen kasteel van Beusdael. Het is een bijzonder cultuurmonument van het oude hertogdom Limburg. 
Het aan de Gulp gelegen kasteel en hof van Obsinnich was een allodiaal goed, in de 14de eeuw in bezit van de familie Rhoe van Obsinnich. Vanaf midden 15de eeuw eigendom van de familie van Eynatten. Volgens sommige auteurs bevond zich op deze plaats vanaf de 8ste eeuw een burcht die in 1285 door Jan I van Brabant wordt ingenomen en na de slag van Woeringen in 1288 volledig platgebrand. Van deze constructie bleven geen sporen bewaard. De oude kern van het gebouw zou dateren uit de periode dat de familie van Eynatten het goed in zijn bezit krijgt; van dit kasteel resten slechts een aantal elementen in de onderbouw. Winand van Eynatten, heer van Obsinnich vanaf 1619, vergroot het kasteel met twee haakse vleugels; de datering 1641 op een windwijzer verwijst waarschijnlijk naar deze bouwcampagne. Door het huwelijk van Cathérine-Elisabeth van Eynatten met Guillaume-Théobald d'Eynatten de Remersdael, begin 17de eeuw, worden de heerlijkheden Obsinnich en Remersdaal verenigd. 
In 1721 komt het goed in het bezit van de familie de Furstenberg tot circa 1950. Baron Clément-Auguste-Egon de Furstenberg voert in 1880 belangrijke verbouwingen uit aan het kasteel: de centrale vleugel wordt in zuidwestelijke richting verlengd, de toren die tot een ruïne vervallen was wordt herbouwd, en de zijgevels worden verhoogd.
Kasteel Obsinnich werd in 1961 verkocht aan een stichting van het bisdom Luik en is sedertdien een vakantieverblijf voor jongeren en groepen met als naam https://www.castelnotredame.be/nl/, erkend door Toerisme Vlaanderen..

## Noot
1. ↑  Zo is er weleens geopperd dat de naam zou kunnen zijn afgeleid van die van de stam der Sunici, die omstreeks het begin van de jaartelling dit gebied bewoonde.